# Педерсен, Никлас Амди
Никлас Овергор Амди Педерсен (дат. Nicklas Overgaard Amdi Pedersen, род. 3 августа 1993, Орхус) — датский профессиональный велогонщик, выступающий за команду Willing Able Racing, физиотерапевт. Чемпион Дании в командной гонке 2018, бронзовый призёр чемпионата мира по кибервелоспорту 2020 года.

## Карьера
Свою велосипедную карьеру Никлас начал в датском велоклубе Cykle Klubben Aarhus, где тренировался в период с 2004 по 2012 годы. Это был важный этап становления молодого спортсмена, заложивший основу его профессиональных навыков. В начале своего спортивного пути он выступал в качестве гонщика без контракта, участвуя в региональных соревнованиях.
В апреле 2017 года Никлас Педерсен занял восьмое место в итоговой классификации Тур де Луар-и-Шер. Позже в том же месяце он финишировал четвёртым на Гран-при Хернинга, третьим на Туре Химмерланда и 14-м в Скиве-Лёбе. В октябре того же года он финишировал вторым, уступив Петеру Шультингу, на Tobago Cycling Classic. В 2018 году, выступая за команду BHS-Almeborg-Bornholm, он снова стал третьим в Туре Химмерланда и, уступив Тронду Трондсену, вторым в Скандинавской гонке Уппсалы.
В 2020 и 2021 годах Никлас Амди Педерсен в основном участвовал в виртуальных соревнованиях, представляя команду P.O. Auto-CeramicSpeed. 9 декабря 2020 года он принял участие в первом чемпионате мира по кибервелоспорту на платформе Zwift, где завоевал бронзовую медаль, уступив лишь немцу Джейсону Осборну и своему соотечественнику Андерсу Фолдагеру.
В марте 2022 года он возобновил тренировки на шоссейном велосипеде. В команде Bache-JS.dk он начал выступать в датском классе B, но уже через несколько месяцев перешёл в класс A. В 16 шоссейных гонках класса А он 14 раз финишировал в десятке лидеров, а по количеству набранных очков его опередил только Расмус Бёг Валлин. На четвёртом этапе Тура Дании он финишировал пятым и стал абсолютным победителем Кубка Дании. В октябре 2022 года было объявлено, что после трёхлетнего перерыва Амди Педерсен снова будет выступать за датскую континентальную команду, так как с 2023 года он будет выступать за ColoQuick Cycling по годичному контракту.
В 2023 году Педерсен выиграл горную классификацию на Туре Дании. Через год он заключил контракт с профессиональной командой TDT-Unibet Cycling Team, в которую он перешёл из Team ColoQuick. Он дебютировал за TDT-Unibet Cycling Team в феврале в Ле-Самен.
Несмотря на подписанный до 2027 года контракт, Педерсен покинул профессиональные гонки в декабре 2024 года, чтобы проводить больше времени со своими детьми.

## Достижения

### Шоссе
2013
7-й на Туре Химмерланда
2015
De Jyske Pinseløb
9-й на 2-м этапе
9-й на 3-м этапе
5-й в генеральной классификации
10-й на Kjellerup Gadeløb
10-й на Horsens Amatør Cykleklub Løbet
2016
MJ Rengørings løbet
Nakskov Cykle Club Løbet
3-й на Horsens Amatør Cykleklub Løbet
3-й на Kjellerup Gadeløb
4-й на Hobro Løbet
6-й на Скандинавской гонке Уппсалы
6-й на Grenaa CC
6-й на Principia Løbet - Randers
7-й на Moorslede-Slypskapelle
7-й на Гран-при Хорсенса
8-й на Туре Луар-и-Шер
8-й на MBC - Hammel
8-й на Bornholm (NC)
8-й на Vejle Løbet
9-й на Meldgaardløbet
10-й на Sønderborg Løbet
10-й на Туре Фюна
U6 Cycle Tour
8-й в генеральной классификации
10-й в очковой классификации
5-й на 4-м этапе
7-й на 2-м этапе
2017
2-й на Tobago Cycling Classic
2-й на Meldgaardløbet
2-й на Campione Pinse Cup, этап в Силькеборге
3-й на Туре Химмерланда
3-й на Skandis GP
4-й на Гран-при Хернинга
4-й на Greve CC Åbne Løb
4-й на Agro Top Løbet
5-й на 1-м этапе Флеш дю Сюд
5-й на Horsens Amatør Cykleklub Løbet
6-й на Скандинавской гонке Уппсалы
7-й на Slagelse Løbet
7-й на MBC - Hammel
8-й на Poul Erik Bech Løbet
Tour du Loir et Cher
4-й на 1-м этапе
8-й в генеральной классификации
Sibiu Cycling Tour
6-й в прологе
5-й на 1-м этапе
6-й на 4-м этапе
10-й в очковой классификации
Тур Южной Богемии
4-й на 1-м этапе
8-й на 2-м этапе
2018
Чемпионат Дании, командная гонка
CK Aarhus (DCU)
Три дня на севере
10-й на 1-м этапе
3-й на 3-м этапе
2-й на Скандинавской гонке Уппсалы
2-й на Skandis GP
3-й на Туре Химмерланда
3-й на 4-м этапе Кубка Дании среди юниоров (DCU)
4-й в горной классификации Тура Дании
5-й на Jysk Energi Løbet — Tornado Cup
8-й на GP Volkswagen Herning — DCU Cup
8-й на Holbæks åbne løb (NC)
10-й на Rent Liv Løbet Skive
2019
Jysk Energi Løbet
2-й на Туре Фюна
2-й на Гран-при Хернинга
3-й на Jutlander Bank Grand Prix
3-й на Hydro løbet
3-й на Чемпионате Дании, командная гонка
3-й на Vitamin Well GP
4-й на 3-м этапе Три дня на севере
4-й на Herning City Gadeløbet
4-й на Aalborg Gadeløb
4-й на Skandis GP
4-й на Nyborg — Bording Cup
6-й на Туре Химмерланда
6-й на Скандинавской гонке Уппсалы
7-й на Give Elementer løbet
7-й на Hansa Bygg Kalmar GP
8-й на Fri Bike Shop
8-й на Sønderborg Løbet
9-й на Kalmar Grand Prix
10-й на Slagelse Løbet
Кубок Дании
2-й на 1-м этапе
4-й на 2-м этапе
генеральная классификация
2022
Три дня на севере
1-й этап
2-й этап
4-й на 3-м этапе
Campione pinse cup
8-й на 1-м этапе
5-й на 2-м этапе
Велосипедная неделя Раннерса
2-й на 2-м этапе
3-й этап
2-й на 4-м этапе
2-й в генеральной классификации
Кубок Дании — UnoX Cup — Dame Cup
генеральная классификация
4-й на этапе в Хорсенс
8-й на этапе в Нюборге
Give Elementer løbet
2-й на Davidsen løbet
2-й на Hobro løbet
2-й на Herning City Gadeløbet
2-й на Spar Nords gadeløb
2-й на Odder CK, Чемпионат Ютландии — Фюнена
3-й на Hadsten Gadeløb
3-й на Visit Vejle løbet
3-й на CK Aarhus
3-й на Tønder ACR løbet
4-й на Kolding BC Løbet
5-й на Туре Фюна
5-й на 4-м этапе Тура Дании
5-й на Fri Bike Shop
6-й на Le Tour Revanchen
9-й на Sparekassen Danmark løbet
9-й на Grand Prix Herning
2023
Fri Bike Shop
Горная классификация Тура Дании
2-й на #HurtigJoakimLøbet 5.0 p/b FBL
2-й на Туре Фюна
2-й в Нюборге
4-й на Tour d'Eure-et-Loir
4-й на Rutland–Melton CiCLE Classic
UCI Gravel World Series
6-й на Blaavands Huk
7-й на Antwerp Port Epic
7-й на 1-м этапе Три дня на севере
8-й на Odder CK
8-й на Tour du Loir-et-Cher
10-й на Vitamin Well Grand Prix
10-й на Гран-при Хернинга
2024
Стер ван Зволле
10-й на Чемпионате Дании, групповая гонка

### Кибервелоспорт
2020
3-й на Чемпионате мира по кибервелоспорту.

### Рейтинги
| Год                  | 2013  | 2014 | 2015 | 2016   | 2017  | 2018   | 2019   | 2020 | 2021 | 2022   | 2023  | 2024   |
| -------------------- | ----- | ---- | ---- | ------ | ----- | ------ | ------ | ---- | ---- | ------ | ----- | ------ |
| Мировой рейтинг UCI  |       |      |      | 2071-й | 882-й | 1043-й | 1149-й | -    | -    | 1684-й | 597-й | 1053-й |
| Европейский тур UCI  | 972-й | -    | -    | 1373-й | 767-й | 648-й  | 809-й  | -    | -    | 1107-й | -     | -      |
| Американский тур UCI | -     | -    | -    | -      | 133-й | -      |        |      |      |        |       |        |
|                      |       |      |      |        |       |        |        |      |      |        |       |        |
| Источник: UCI        |       |      |      |        |       |        |        |      |      |        |       |        |